# كريم جيلابي
كريم جيلابي (بالفرنسية: Karim Djellabi)‏ (31 مايو 1983 بابيني-سور-سين في فرنسا - ) هو لاعب كرة قدم فرنسي في مركز الدفاع. لعب مع نادي أنجيه ونادي أوكسير ونادي كليرمونت 63 ونادي نانت.

## روابط خارجية
- كريم جيلابي على موقع قاعدة بيانات كرة القدم.إي يو (الإنجليزية)
- كريم جيلابي على موقع ليكيب (الفرنسية)
- كريم جيلابي على موقع Soccerway.com (الإنجليزية)
- كريم جيلابي على موقع عالم كرة القدم.نت (الإنجليزية)